# Marmara Ereğlisi

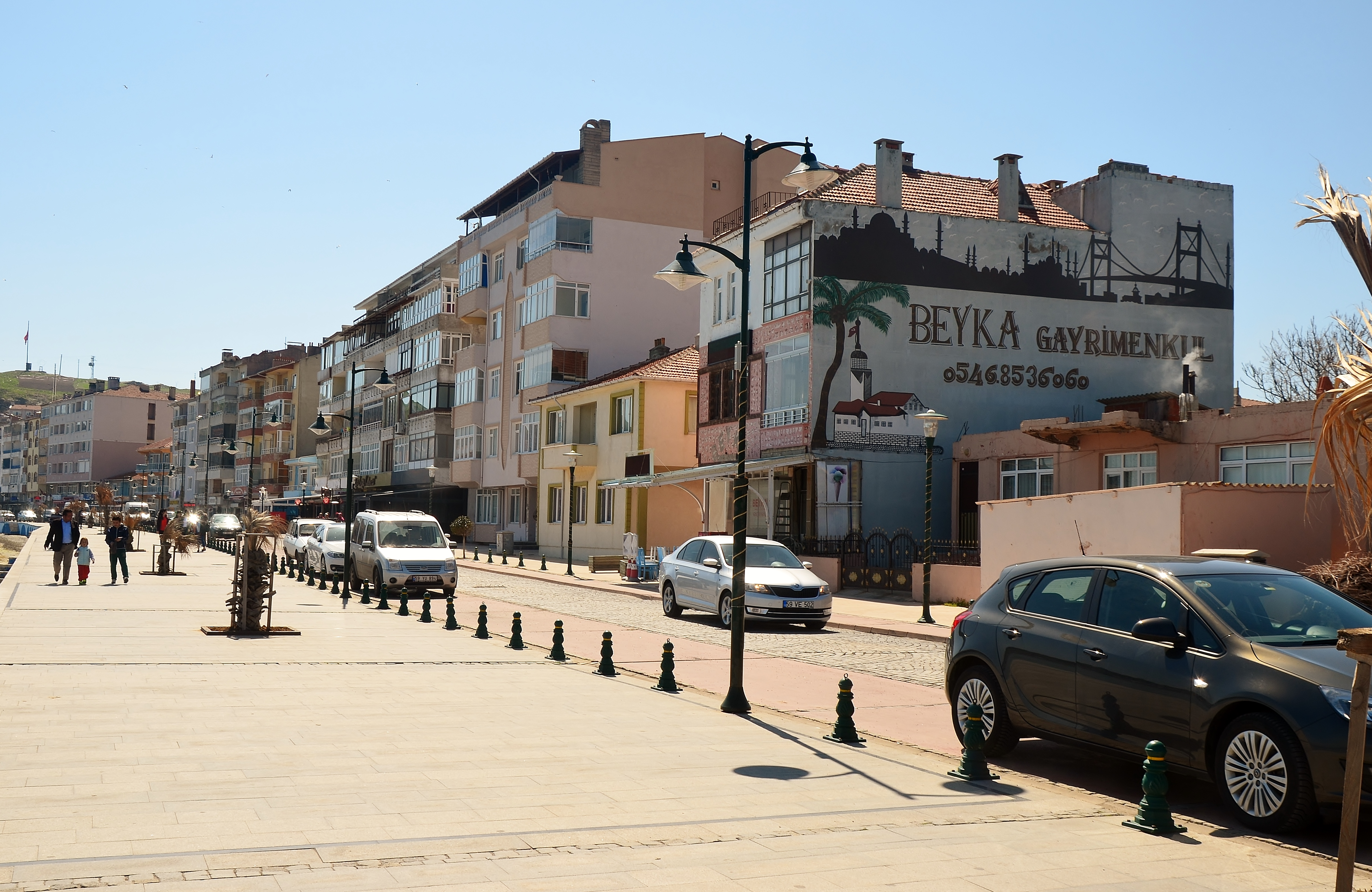
Promenade in Marmara Ereğlisi

Marmara Ereğlisi, a Perinto (em grego: Πέρινθος; romaniz.: Périnthos) da Antiguidade, chamada durante o Império Bizantino Heracleia (em grego: Ἡράκλεια), Heracleia Perinto ou Heracleia da Trácia (em latim: Heraclea Perinthus ou Heraclea Thraciae), é uma cidade da Turquia localizada no distrito homônimo, na província de Tekirdağ. Em 2011, sua população era de 10 238 habitantes.

## Descrição
Ereğli, como é usualmente conhecida, situa-se 30 km a leste de Tekirdağ e 90 km a oeste de Istambul, junto a uma pequena península na margem norte do Mar de Mármara. O nome Ereğlisi deriva do antigo nome greco-latino de Heracleia e o nome Marmara existe para se distinguir das outras duas cidades homónimas turcas, uma na Anatólia Central (Konya Ereğlisi, na província de Cónia) e outra na costa do Mar Negro (Karadeniz Ereğli, na província de Zonguldak).[carece de fontes?]
Em termos urbanísticos, a cidade é uma mistura de casas de veraneio antigas, ao estilo de vivendas rurais, casas modernas e grandes blocos de apartamentos, sem grande planeamento. A população é uma mistura de pessoas de famílias estabelecidas na Trácia há várias gerações e trabalhadores imigrantes de outras partes da Turquia recentemente estabelecidos na cidade.[carece de fontes?]
A economia é baseada principalmente no turismo, mas há também vários pequenos portos, dois deles naturais. Um dos portos é usado por petroleiros da companhia de gás natural BOTAŞ e da petrolífera Total, as quais também têm tanques de combustível na ponta da península, na aldeia de Sultanköy.

## Turismo
É uma pequena cidade, muito calma no inverno, apesar de ter uma extensa costa e, ao contrário do que se passa na maior parte das costas do Mar de Mármara, o mar é suficiente calmo para nadar. Na costa de ambos os lados da cidade há vários hotéis e villas e prédios de veraneio, frequentados sobretudo por gente de Istambul, que ali vão desfrutar do sol de verão e provocam grandes congestionamentos de tráfico nos domingos à noite, quando voltam para a capital depois do fim de semana. É uma estância orientada principalmente para famílias, e em muitos dos complexos turísticos e condomínios só são admitidos os respetivos hóspedes ou condóminos e não têm animação noturna. As praias públicas tendem a ser apinhadas de gente nos fins de semana.[carece de fontes?]

## História

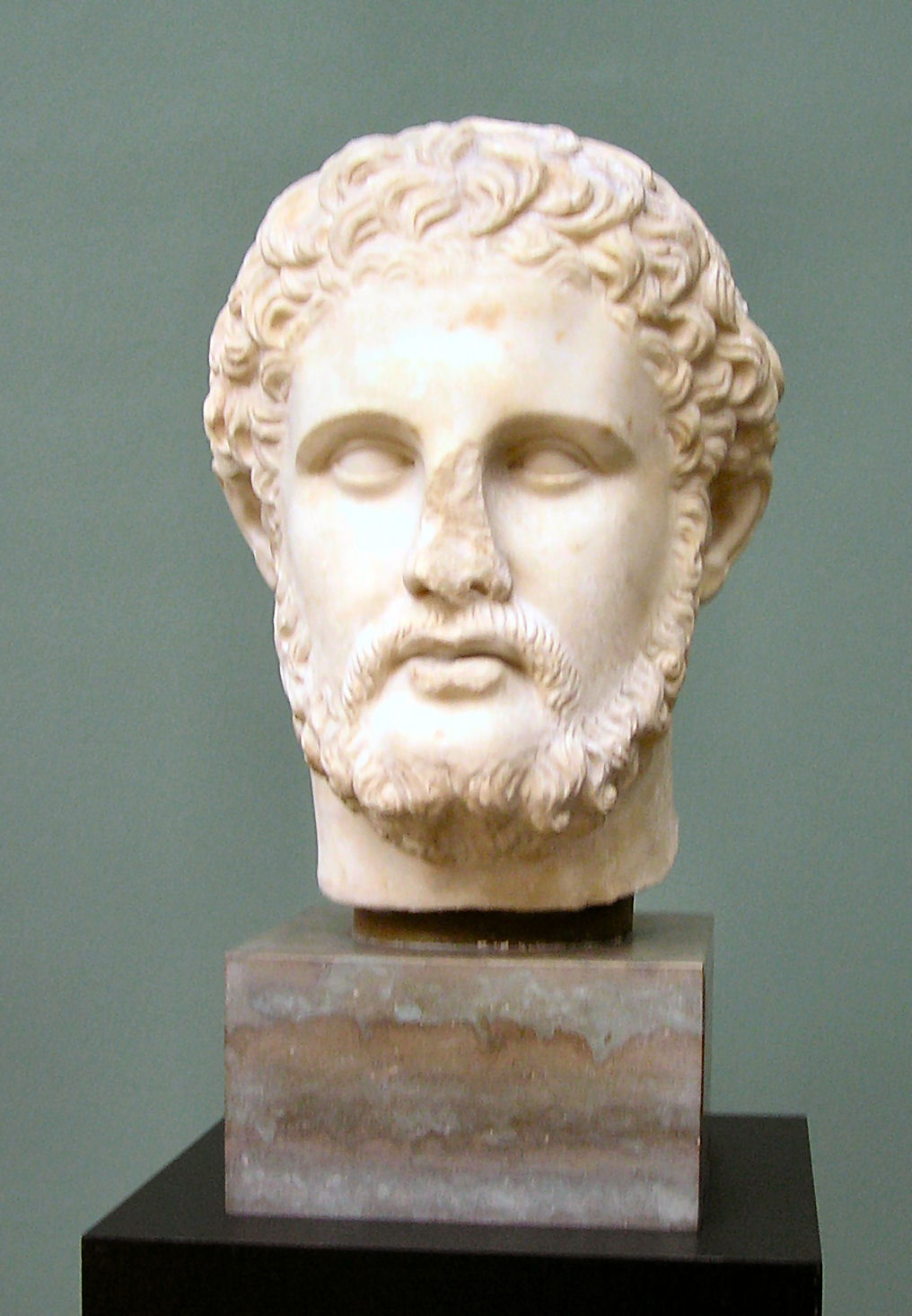
Busto de r.

Os vestígios arqueológicos mais antigos da região remontam a 2 300 a.C.. Nas imediações da cidade há vários mamoas (túmulos em forma de colina artificial) trácios, erigidos como mausoléus de reis e dignitários daquele povo que ocupava a Trácia antes da chegada dos gregos e romanos. Embora este tipo de monumento funerário seja comum em toda a Trácia, numa área 5 km a norte de Marmara Ereğlisi, a sua concentração é notável, o que parece atestar a importância da região há mais de 4 000 anos.[a] A cidade foi fundada com o nome de Perinto como uma colónia grega em 602 a.C. por gregos da ilha de Samos. Segundo Jorge Sincelo teria sido fundada em 599 a.C. e o autor bizantino João Tzetzes (século XI) refere que o nome original era Migdônia. De acordo com Heródoto foi vencida pelos peónios durante as Guerras Médicas.
Em julho de 340 a.C., Filipe II da Macedônia (r. 359–336) sitiou-a, quando aparentemente era mais importante que a própria Bizâncio. Em 177 d.C., Glicéria foi martirizada. Tempos depois quase foi abandonada devido a falta d'água, porém foi revitalizada pelo imperador bizantino Justiniano (r. 527–565). Heracleia foi sede episcopal e no século V era conhecida pela sua indústria de tapetes. Foi devastada pelos ávaros em 591 e ocupada pelos búlgaros em 719. Em 1204, foi ocupada pelos venezianos e finalmente, em 1353, foi conquistada pelos otomanos.

## Monumentos
Pouco resta da antiquíssima cidade de Heracleia Perinto. Há várias colunas de mármore e sarcófagos romanos, bem como as ruínas duma basílica bizantina. Há também as ruínas dum anfiteatro, os muros da cidade com algumas torres e o quebra-mar romano.[carece de fontes?] A cidade conta ainda com a Mesquita Semiz Ali Paxá construída pelo genial arquiteto otomano Mimar Sinan. Semiz Ali Paxá foi um sérvio que, entre outros cargos importantes, foi grão-vizir (primeiro-ministro) otomano entre 1561 e 1565, período durante o qual encomendou a construção da mesquita a Sinan. A mesquita foi renovada entre 1865 e 1886.